# مهر مسروبیان
مهر مسروبیان (ارمنی: Մհեր Մեսրոպյան؛ زاده ۱۳ نوامبر ۱۹۸۱ در ایروان) یک خواننده اهل ارمنستان بود. وی از سال میلادی تا کنون فعالیت می‌کند. وی برندهٔ جوایزی همچون هنرمند افتخاری جمهوری ارمنستان شده‌است.

## جوایز و نامزدی‌ها
| سال  | جایزه                 | رده             | شهر    | نتیجه |
| ---- | --------------------- | --------------- | ------ | ----- |
| ۲۰۱۳ | Armenian Music Awards | خواننده مرد سال | ایروان | برنده |

## جستارهای ویژه
- فهرست خوانندگان ارمنی